# Charles Kay-Shuttleworth
Charles Geoffrey Nicholas Kay-Shuttleworth, 5e baron Shuttleworth (né le 2 août 1948) est un pair héréditaire britannique.

## Biographie
Il est le fils de Charles Ughtred Kay-Shuttleworth, et de son épouse, Anne Elizabeth Phillips.
Charles Kay-Shuttleworth fait ses études au Collège d'Eton avant d'être élu FRICS et est directeur de la Burnley Building Society à partir de 1979, président de la National & Provincial Building Society et vice-président d'Abbey National de 1996 à 2004. À la suite de l'acquisition d'Abbey National par Santander, il est nommé président de la caisse de retraite du groupe Santander UK de 2005 à 2018. Il est président de la Commission du développement rural, l'agenda gouvernemental chargé du bien-être économique et social des zones rurales d'Angleterre de 1990 à 1997. Il est nommé Lord Lieutenant du Lancashire le 13 janvier 1997 et il est président de l'Association des Lord Lieutenants de 2008 à 2018. Il est membre du Conseil du Duché de Lancastre depuis 1998 et est nommé président du Conseil de 2006 à 2014 .
Charles Kay-Shuttleworth est fait Chevalier Commandeur de l'Ordre Royal Victorien (KCVO) dans les honneurs du Nouvel An 2011, en plus d'être Chevalier de St John (KJStJ). Il est nommé Chevalier de l'Ordre de la Jarretière (KG) le 23 avril 2016 .
L'héritier présumé de la baronnie est son fils, Thomas Kay-Shuttleworth (né en 1976). Charles Kay-Shuttleworth est le patron d'un certain nombre d'organisations caritatives à travers le Lancashire.

## Distinctions
- * Chevalier de l'ordre de la Jarretière (KG) en 2016.